# ASMP
Air-Sol Moyenne Portée (ASMP; укр. «Ракета повітря — поверхня середньої дальності») — це французька крилата ракета з термоядерною боєголовкою класу «повітря — поверхня», розроблена компанією Aérospatiale. В рамках французької ядерної доктрини вона виконує роль так званого «передстратегічного стримування». Вона має бути останнім «попереджувальним пострілом» перед повномасштабним застосуванням стратегічних ядерних озброєнь, які оснащують підводні ракетоносці типу «Тріумфан». Розробка ракети була здійснена підрозділом ракетних систем компанії Aérospatiale, чиї активи зараз є частиною MBDA.
ASMP була введена в експлуатацію в травні 1986 року. Розробка модернізованої версії, ASMP-A, була розпочата в 1997 році, а її введення в експлуатацію відбулося в 2009 році. У 2016 році було розпочато ще одну програму модернізації, ASMPA-R. Перші випробування запуску ASMPA-R відбулися в грудні 2021 року, а другі — в березні 2022 року.
Єдиним носієм ракет ASMP є багатоцільовий винищувач Dassault Rafale, оскільки Франція вивела з експлуатації всі винищувачі Mirage 2000N у 2018 році.
З 2014 року розробляється гіперзвукова ракета ASN4G повітряного запуску, вона має замінити ASMP після 2035 року.

## Історія розробки
Генеральний штаб Повітряних сил Франції 1 червня 1972 року визначив проєкт програми для двомоторного бойового літака, призначеного для виконання завдань з повітряної оборони, прикриття з повітря, ударів та розвідки — Avion de combat futur (ACF; укр. «Бойовий літак майбутнього»). Були визначені дві версії: одномісний літак для повітряної оборони та двомісний літак для наземної атаки/ядерного удару.
Ядерні випробування в 1973 році в Центрі експериментів у Тихоокеанському регіоні показали можливість створення мініатюрної ядерної боєголовки та відповідної ракети для неї. Ці рішення були підтверджені 28 березня 1974 року Міністерством оборони після запуску розробки ядерної ракети класу «повітря — поверхня» в лютому 1974 року. Версія «Проникнення та атака на малій висоті» мала набути стану оперативної готовності до 1 січня 1980 року, а ракета — у 1981 році.
18 грудня 1975 року Рада оборони ухвалила рішення про припинення програми ACF через економічні труднощі Франції, оскільки майбутній бойовий літак вважався занадто амбітним, надто великим і дорогим для запланованого бюджету.
Ракетну програму було призупинено, але технічні напрацювання зберегли.
Продовження програми
У 1977 році компанія Aérospatiale, відповідаючи на тендер Управління з розробки ракет, запропонувала ракету з інтегрованим прямоточним реактивним двигуном. У 1978 році Aérospatiale було обрано для розробки ASMP з метою її використання на літаку Mirage 2000. Наступного року було прийнято рішення пріоритетно адаптувати ракету для стратегічного застосування на Mirage IV. А в 1980 році було ухвалено рішення оснастити Військово-морські сили «передстратегічною здатністю», адаптувавши ASMP для Super Étendard. Серійне виробництво розпочалося наприкінці 1983 року. Першу ескадрилью на Mirage IV ввели в експлуатацію 1 травня 1986 року, на Mirage 2000 — 1 липня 1988 року, а на Super Étendard — 1 червня 1989 року.

### ASMP
Ракета ASMP була введена в експлуатацію в травні 1986 року, замінивши попередню вільнопадаючу бомбу AN-22 на літаках Dassault Mirage IV та бомбу AN-52 на Dassault Super Étendard. На озброєнні зберігається близько 84 одиниць цієї зброї. Літаками-носіями є Dassault Mirage 2000N, Dassault Rafale та Super Étendard. Mirage IVP використовував ASMP до його виведення з експлуатації у 1996 році.
ASMP та ASMP-A мають довжину 5,38 метра і важать 860 кілограмів. Це надзвукова ракета великого радіуса дії, оснащена прямоточним повітряно-реактивним двигуном на рідкому паливі. Вона летить зі швидкістю від 2 до 3 Махів, з дальністю від 80 до 300 кілометрів (ASMP) і до 500 кілометрів (ASMP-A), залежно від профілю польоту. ASMP оснащена боєголовкою TN 81, яка має змінну потужність від 100 до 300 кілотонн тротилового еквівалента (420–1260 ТДж).
У 1991 році було повідомлено про виробництво 90 ракет і 80 боєголовок. До 2001 року 60 з них вважалися на озброєнні.

### ASMP-A
Модернізована версія, відома як Air-Sol Moyenne Portée-Amélioré (ASMP-A), має дальність близько 500 кілометрів при швидкості до 3 Махів і оснащена новою термоядерною боєголовкою Tête Nucléaire Aéroportée (TNA) потужністю 300 кт. Вона надійшла на озброєння у жовтні 2009 року на літаки Mirage 2000NK3 ескадрильї EC 3/4 в Істрі та в липні 2010 року на літаки Rafale ескадрильї EC 1/91 у Сент-Дізьє. ПКС Франції було поставлено 54 ракети ASMP-A.

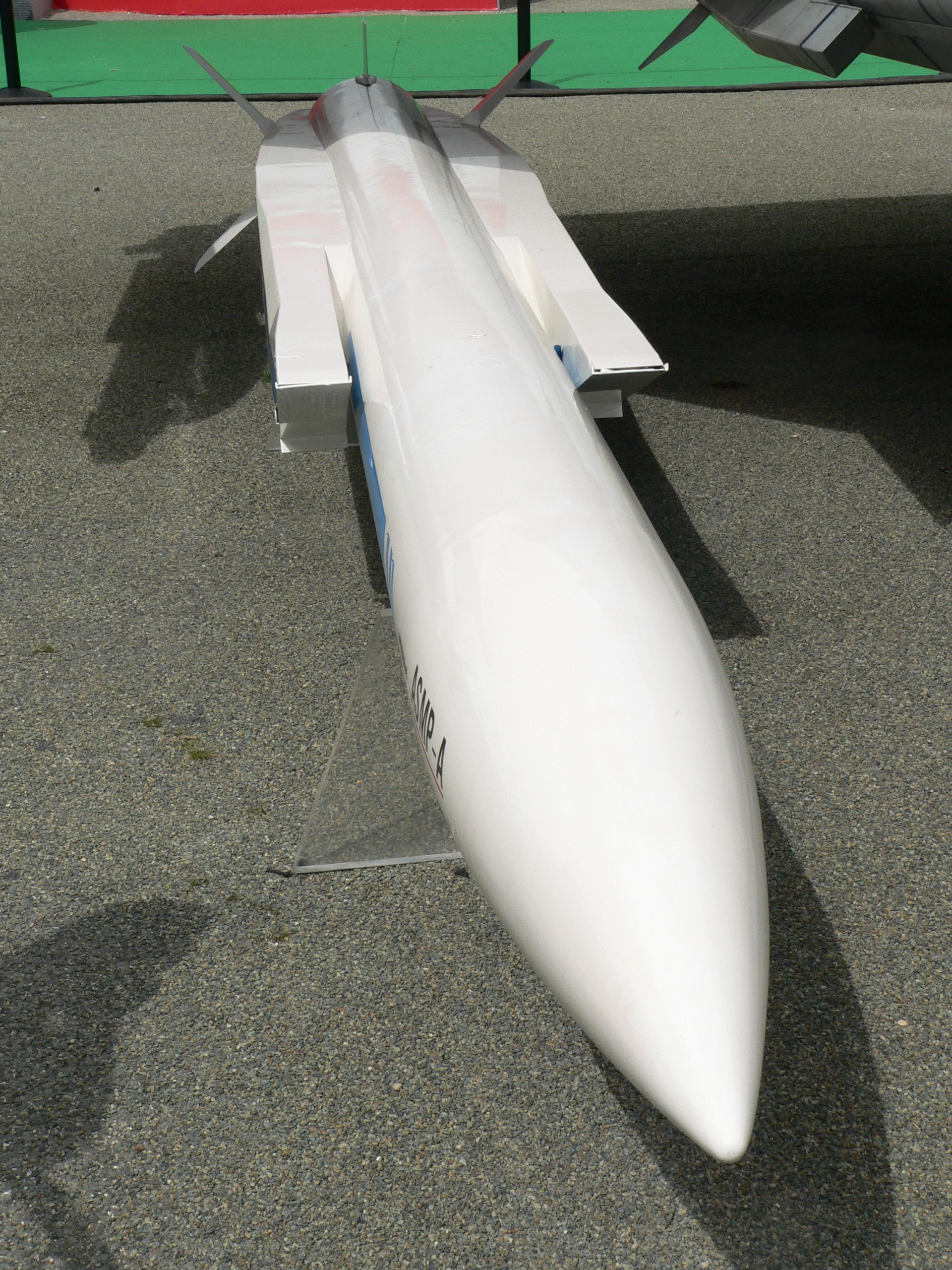
ASMP-A
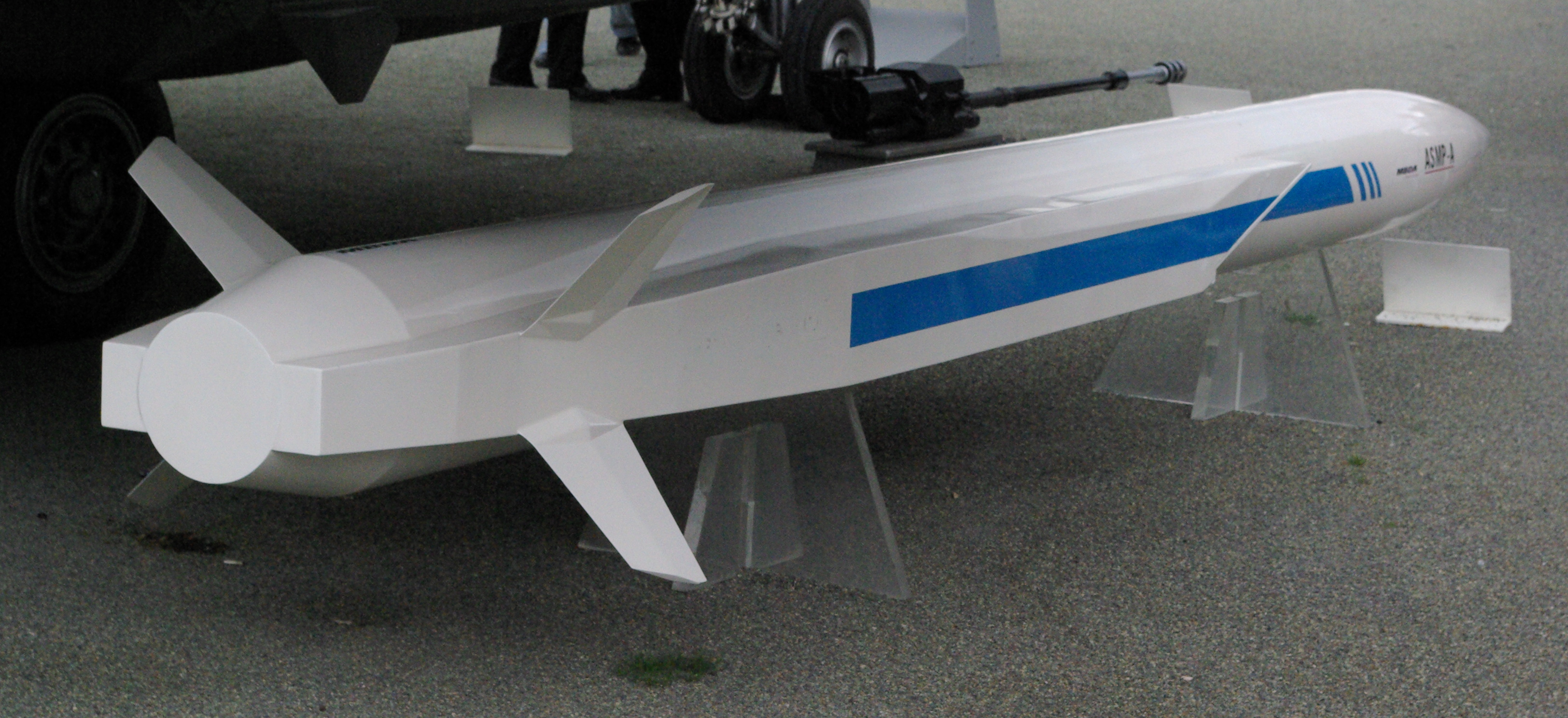
Макет ASMP-A

### ASMPA-R
Проєкт ASMPA-R (реконструйований), розпочатий у 2016 році, передбачає збільшення дальності ракети та оснащення її новою термоядерною боєголовкою потужністю 300 кт. Перший льотний тест відбувся у грудні 2021 року, а другий — у березні 2022 року. Після введення в експлуатацію ракету вперше запустили Повітряно-космічні сили Франції в рамках ядерних навчань «Операція Дюрандаль» у травні 2024 року.

## Заміна
Дослідження щодо наступника ракети ASMP, під назвою ASN4G (Air-Sol Nucléaire de 4ème Génération), гіперзвукової крилатої ракети з прямоточним повітряно-реактивним двигуном, були підтверджені ще у 2014 році.
ASN4G буде використовуватись на винищувачах Rafale F5 та його наступниках; вимоги передбачають дальність ракети значно більше 1 000 кілометрів. Ракету ASN4G розробляє компанія MBDA France у співпраці з ONERA.

## Оператори
Франція
- Повітряно-космічні сили Франції
- Військово-морські сили Франції